# Welsh Church Act 1914
Welsh Church Act 1914 var ett beslut i Storbritanniens parlament från 1914, som skilde Kyrkan i Wales från Engelska kyrkan.
Förslaget var omdebatterat, och ett av de första försöken i Storbritannien med lagstiftning som enbart gällde Wales (och Monmouthshire) till skillnad från det annars så vanliga England och Wales.  I Wales såg många godkännandet av förslaget som kulmen på en kampanj som pågått sedan mitten av 1800-talet. Kampanjen stöddes senare starkt av Cymru Fydd-rörelsen.

### Fotnoter
1. ↑  Jenkins, P. (1992) A History of Modern Wales 1536–1990. Harlow: Longman